# Thecophora
Genre
Synonymes
- Occemya Robineau-Desvoidy, 1853

Thecophora est un genre d'insectes diptères de la famille des Conopidae.
Les adultes se nourrissent de nectar. Le comportement d'une grande partie de ces espèces est inconnue ; pour celles dont il a été étudié, la larve est obligatoirement endoparasite d'autres insectes, en particulier les hyménoptères pollinisateurs et parmi eux, les Bourdons, les Halictes, les Lasioglossum, les Pompiles. L'espèce-type du genre est Thecophora atra.
Les 39 espèces que comporte ce genre se rencontrent principalement au sein des écozones, paléarctique (11 espèces, dont 6  en Europe), afrotropicale (10) et néarctique (9), mais également dans les écozones indomalaise (7), néotropicale (5)  et australasiène (2).
Les espèces du genre Thecophora se caractérisent par un corps grisâtre, une longue trompe et la cellule alaire R ouverte. Leurs haltères sont toujours clairs. Leur tête est trapézoïdale, munie d'antennes d'une longueur équivalente à celle de la tête, et leur abdomen allongé et cylindrique ou renflé à l'apex.

## Ensemble des espèces
Selon Jens-Hermann Stuke :

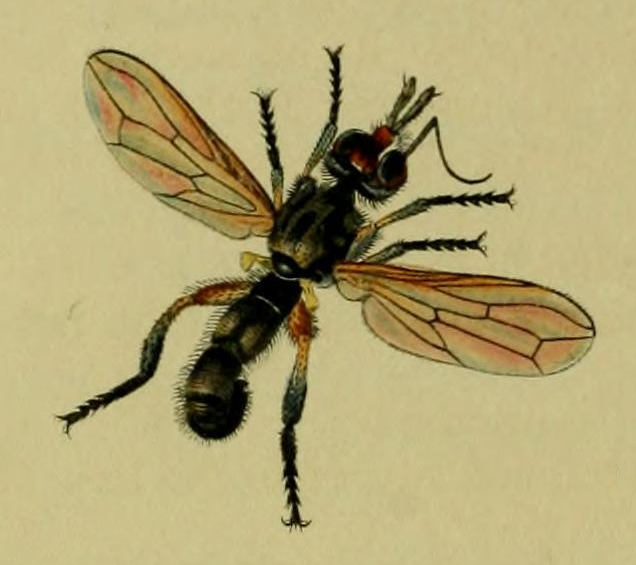
Thecophora fulvipes, dessin de John Curtis (Royaume Uni, 1836)

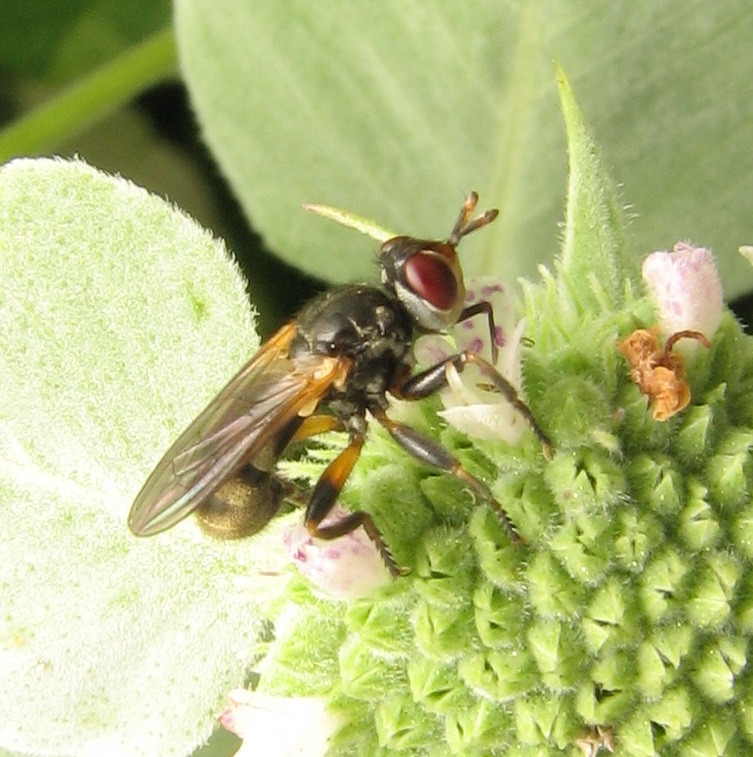
Thecophora indéterminé (Pennsylvanie, USA)

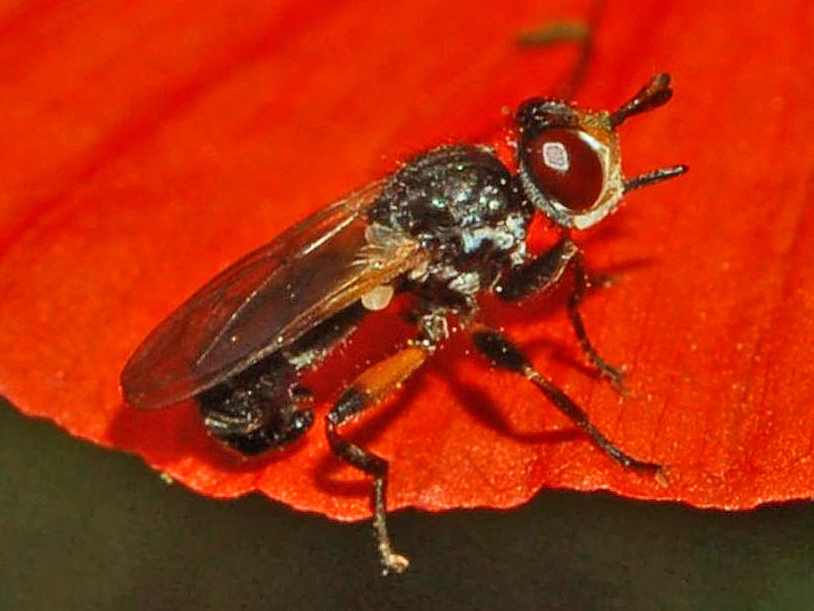
Thecophora cinerascens (Italie)

- Thecophora abbreviata, Néarctique et Mexique
- Thecophora abdominalis, Est-Paléarctique
- Thecophora apivora, Centre Paléarctique
- Thecophora atra, Paléarctique et Indomalais
- Thecophora australiana, Australie
- Thecophora baroni, Néarctique
- Thecophora bimaculata, Europe
- Thecophora caenovalva, Taïwan
- Thecophora cinerascens, Europe
- Thecophora clementsi, Madagascar
- Thecophora curticornis, Tunisie
- Thecophora distincta, Ouest et Centre Paléarctique et Éthiopie
- Thecophora flavipes, Inde
- Thecophora freidbergi, Kenya
- Thecophora fulvipes, Ouest Paléarctique
- Thecophora haitiensis, Haïti
- Thecophora hyalipennis, Afrique du Sud
- Thecophora jakutica, Ouest Paléarctique
- Thecophora longicornis, Néarctique
- Thecophora luteipes, Néarctique
- Thecophora metallica, Madagascar
- Thecophora modesta, Néarctique
- Thecophora nepalensis, Népal
- Thecophora nigra, Néarctique
- Thecophora nigrifrons, Cameroun et Kenya
- Thecophora nigripes, Néarctique et Amérique centrale
- Thecophora nigrivena, Burundi et RDC
- Thecophora obscuripes, Chine
- Thecophora obsoleta, Madagascar
- Thecophora occidensis, Néarctique et Mexique
- Thecophora papuana, Papouasie Nouvelle-Guinée
- Thecophora philippinensis, Philippines
- Thecophora pilosa, Afrotropique
- Thecophora propinqua, Néarctique
- Thecophora rufifrons, Argentine
- Thecophora sauteri, Taïwan
- Thecophora simillima, Île de Java
- Thecophora submetallica, Madagascar
- Thecophora testaceipes, Chine

L'espèce Thecophora longirostris a été élevée au niveau du genre monotypique Merziella et est synonyme de Merziella longirostris. Le taxon Thecophora pusilla est synonyme de Thecophora cinerascens et Thecophora melanopa synonyme de Thecophora distincta.

## Les espèces européennes
Selon Jens-Hermann Stuke et Fauna Europaea (9 mars 2019)
- Thecophora atra
- Thecophora bimaculata
- Thecophora cinerascens
- Thecophora distincta
- Thecophora fulvipes
- Thecophora jakutica